# 725
725（七百二十五、ななひゃくにじゅうご）は自然数、また整数において、724の次で726の前の数である。

## 性質
- 725は合成数であり、約数は1, 5, 25, 29, 145, 725である。
  - 約数の和は930。
- 各位の積が各位の和の5倍になる11番目の数である。1つ前は572、次は752。(オンライン整数列大辞典の数列 A062382)
- 725 = 72 + 262 = 102 + 252 = 142 + 232
  - 異なる2つの平方数の和で表せる215番目の数である。1つ前は724、次は730。(オンライン整数列大辞典の数列 A004431)
  - 2つの平方数の和3通りで表せる4番目の数である。1つ前は650、次は845。(オンライン整数列大辞典の数列 A025286)
- 725 = 12 + 182 + 202 = 42 + 152 + 222 = 62 + 82 + 252 = 62 + 172 + 202 = 72 + 102 + 242 = 102 + 152 + 202
  - 3つの平方数の和6通りで表せる46番目の数である。1つ前は714、次は737。(オンライン整数列大辞典の数列 A025326)
  - 異なる3つの平方数の和6通りで表せる23番目の数である。1つ前は714、次は741。(オンライン整数列大辞典の数列 A025344)
- 725 = 6! + 5
  - n = 5 のときの (n + 1)! + n の値とみたとき1つ前は124、次は5046。(オンライン整数列大辞典の数列 A030495)
- 各位の和が14になる57番目の数である。1つ前は716、次は734。

## その他 725 に関連すること
- 西暦725年
- 紀元前725年
- ユーロコプター EC 725
- アメリカ合衆国に建つトランプ・タワーの所在地は、ニューヨーク市マンハッタン区5番街725号である。